# Rubus neomalacus
Rubus neomalacus är en rosväxtart som beskrevs av Henri L. Sudre. Rubus neomalacus ingår i släktet rubusar, och familjen rosväxter. Inga underarter finns listade i Catalogue of Life.